# JB Martin
Pour les articles homonymes, voir Martin.
JB Martin est une entreprise française datant de 1921 qui commercialise principalement des chaussures pour femmes ; propriétaire durant un temps entre autres de la licence des chaussures de marque Kenzo pour hommes ainsi que la licence des chaussures Elle, la marque ne fabrique plus de chaussure dans ses propres usines, et, après des années de difficultés économiques, fait fabriquer chez des industriels des collections dont elle assure la création, la logistique et la distribution tant en France qu’à l’étranger. La marque est reprise par le groupe Spartoo en janvier 2021.

## Historique

### Les origines
L’entreprise et le premier magasin ont été fondés en 1921 par Jean-Baptiste Martin à Fougères en Bretagne avec la fabrication de chaussures pour enfants à semelle souple. Deux ans plus tard avec ses premières machines, il développe la production, puis de nouveau en 1935 avec la construction d'une usine.
Les bases du succès de la marque sont fondées sur la production de ses premiers modèles « Louis XV » dès 1926, mais aussi des années plus tard sur des ballerines, des bottes, ou des escarpins kitten heels.
L'entreprise est reprise par les trois frères Martin en 1953, dont Jean-Baptiste Martin « fils », à la mort du fondateur.
En 1982, le premier point de vente à Paris est ouvert. En 1985, ne résistant pas à la concurrence des pays asiatiques, la marque doit déposer son bilan ; Jean-Baptiste Martin doit alors se retirer pour laisser la place à une nouvelle génération de dirigeants.

### Années 2000
Les années 2000 marquent une période d'instabilité où la marque alterne les changements de politique commerciale, avec entre autres la création en 2002 d'une nouvelle marque Sans Interdit ciblant une clientèle plus jeune, et les déboires, avec des fermetures d'usines de production et les plans sociaux qui en découlent, comme à la fin de la même année avec son désengagement des sites de fabrication du Pas-de-Calais (filiale Berthier) ou de Vendée, et son investissement dans un site de production en Chine durant l'année suivante, en complément des deux usines existantes au Maroc qui emploient déjà plusieurs centaines de salariés.
Avec l'augmentation de ses parts dans JB Martin début 2007, la société familiale Alter Finance Capital marque son arrivée comme l'actionnaire majoritaire à la tête de l'entreprise, entrainant la réduction à 10 % des parts de la famille Duriaud jusque-là détentrice de la société. Courant 2008, Jean-Baptiste Martin, fils du fondateur, meurt. La même année, le site Internet marchand Calcea, regroupant toutes les licences de JB Martin, est lancé.
Mais fin 2009, avec l'arrêt de la fabrication des chaussures à Fougères, dont JB Martin se trouve être le dernier fabricant de chaussures de cette ville de Bretagne, pour ne conserver que la distribution, la marque doit affronter des conflits sociaux à partir du mois d'octobre à la suite du projet de licenciement de nombreux salariés pour aller faire fabriquer dans les pays de l'Est, l'Asie, et le Brésil. Manifestations, piquets de grève, ou séquestration des cadres dont le PDG Claude-Éric Paquin n'y feront rien, et durant l'année 2010 un dispositif de reclassement est établi afin d'accompagner les anciens salariés du site dans leur recherche d'emplois.
La fermeture de la dernière usine appartenant à la marque au Maroc est prévue dans la continuité de l'arrêt de toute production, pour exclusivement assurer des activités de services, développement des marques et de négoce,. Pourtant, bien que ne possédant plus de sites de fabrication, et que les chaussures ne font que transiter par Fougères, le PDG Claude-Éric Paquin affirme « Nous ne sommes pas des négociants. Nous nous considérons toujours comme des industriels ».
JB Martin se concentre alors sur la conception et le suivi qualité de ses chaussures. Son usine mère de Fougères est sauvegardée avec un agrandissement de son bureau de style et de son bureau d’étude ainsi que le développement d'un pôle logistique pour le contrôle qualité des matières.
Une expérience de montée en gamme est réalisée pour la saison printemps-été 2012 avec le projet d'une collection capsule JB Martin Signature, dessinée par Sandie Jancovek, composée d'une vingtaine de modèles, en distribution plus restreinte, cherchant à se placer dans une qualité supérieure à ce qui était distribué jusqu’alors. Les chaussures de cette collection sont fabriquées en Espagne et au Portugal.
La marque est présente dans une dizaine magasins en propre, ainsi qu'en franchise depuis 2003, sur Internet (grâce à son propre site et aux sites marchands spécialisés), et chez des détaillants.
En juin 2017 elle est placée en redressement judiciaire et obtient en novembre 2018 un plan de continuation.
En octobre 2017, Guillaume de Feydeau est nommé Président du directoire[source insuffisante], mais présente sa démission en mars 2018[source insuffisante] remplacé par Avelino Machado.
En janvier 2021, Spartoo annonce la reprise des marques JB Martin, Christian Pellet et Un matin d’été,.